# Robert Sayle
Robert Sayle was een warenhuis in Cambridge, Engeland, opgericht door Robert Sayle (1816-1883). In 1934 werd het overgenomen door Selfridges, die het in 1939 verkocht aan John Lewis Partnership. In 2007 werd het heropend als een John Lewis-winkel.

## Geschiedenis
Robert Sayle werd in 1816 geboren in Southery, Norfolk. Zijn vader was boer. Sayle verhuisde naar Londen om het vak van textielhandelaar te leren bij bekende bedrijven, zoals Hitchcock, Williams & Co, die gevestigd waren in de buurt van de St. Paul's Cathedral. 
In 1840 keerde Sayle terug naar Cambridge. Met hulp van zijn vader zette hij een textielzaak op in Victoria House in St Andrew's Street. De onderneming verkocht Iers linnengoed, lakens, kousen, fournituren, bont, omslagdoeken, zakdoeken, linten en luxe artikelen. Het was voor die tijd baanbrekend, omdat er aan de winkelpui ruiten van vlakglas waren toegevoegd om de waren van de winkel te presenteren.
De zaak bleef groeien door de aankoop van de winkels langs St Andrew's Street en in 1888 was de winkel uitgegroeid tot nummer 17. Sayle stierf in 1883 aan een hartaanval, waarna de zaak werd voortgezet door de partners Joseph Clark, Arthur Edward Chaplin en Hugh Porter, die de afdelingen aanzienlijk uitbreidden.
In 1934 werd de zaak overgenomen door Selfridges. Vijf jaar later verkocht Selfridges zijn provinciale winkels en werd Robert Sayle gekocht door John Lewis Partnership . Ze namen ook Thompsons of Peterborough over van Selfridges, dat in 1941 werd omgedoopt tot Robert Sayle. De winkel in Peterborough werd in 1956 door brand verwoest en nooit meer heropend.
De winkel in Cambridge bleef tot 2004 gevestigd in St Andrew's Street onder de naam Robert Sayle. In dat jaar verhuisde de winkel naar een tijdelijke locatie in Burleigh Street. Dit moest de sloop van de winkel aan St. Andrew's Street mogelijk maken om plaats te maken voor het winkelcentrum Grand Arcade. De Grand Arcade werd in november 2007 geopend, met als hoofdwinkel de nieuwe John Lewis Cambridge. De partners bij Robert Sayle stemden ervoor om de oude naam te laten vallen en opnieuw te beginnen onder de naam John Lewis.